# Kleidermotte
Die Kleidermotte (Tineola bisselliella) ist ein Schmetterling (Nachtfalter) aus der Familie der Echten Motten (Tineidae) mit weltweiter Verbreitung. Die Flügel der etwa sechs bis neun Millimeter großen Falter sind je nach Farbe der Nahrung hellgelb bis dunkelbraun glänzend, bewimpert, weisen keine Zeichnung auf und sind dachartig über den Rücken gefaltet. Die Flügelspannweite beträgt etwa 10 bis 15 Millimeter.

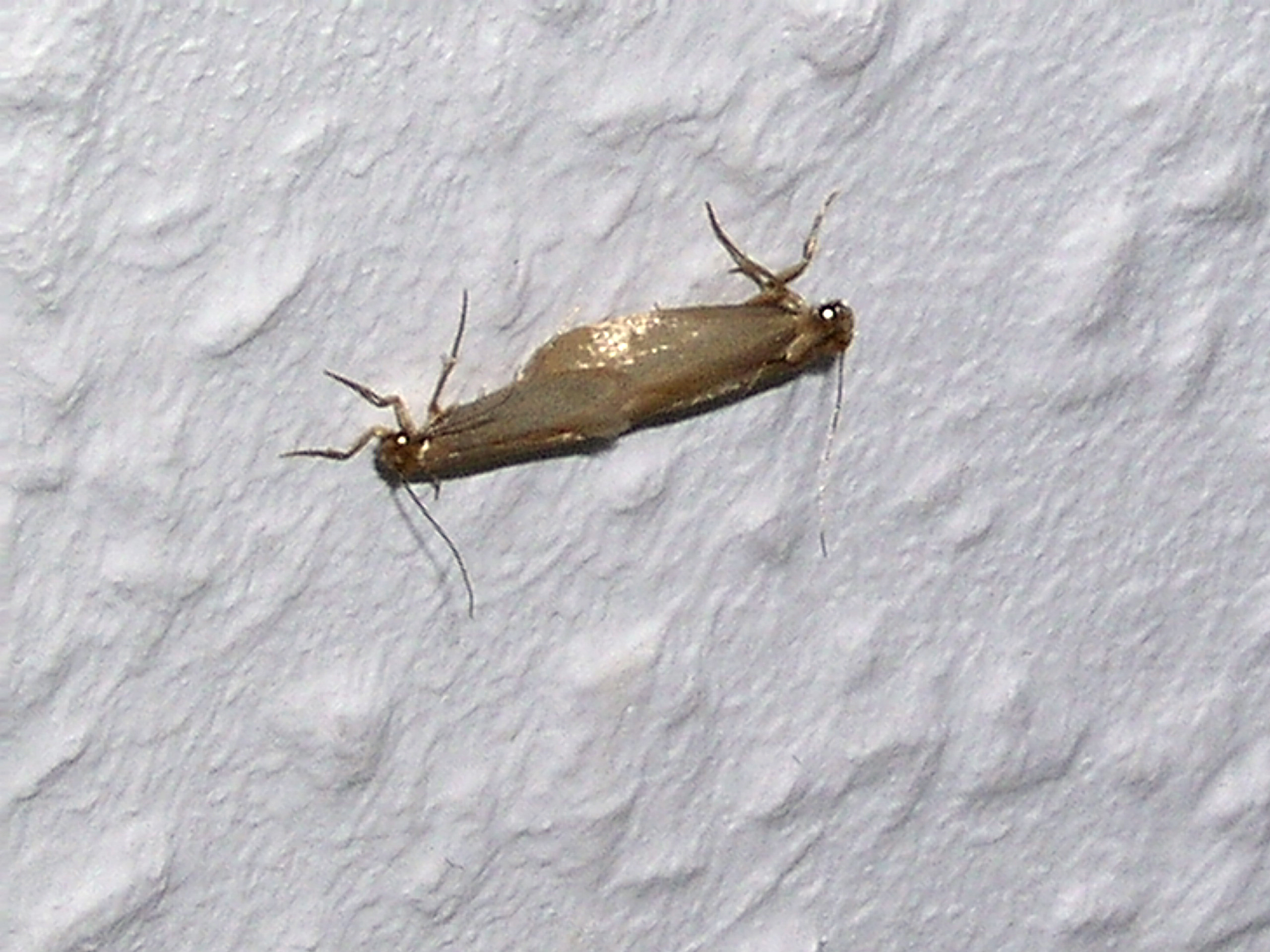
Kleidermotten bei der Paarung

## Lebensweise
In der Natur leben die Larven in Nestern von Vögeln und Säugetieren, wo sie sich von Tierhaaren und Federn ernähren. Als Schädling von Textilstoffen ist die Kleidermotte in menschlichen Behausungen auf der ganzen Welt verbreitet. Die Flugzeit ist von Mai bis September.

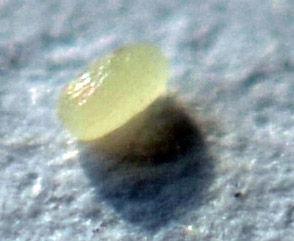
Frisch gelegtes Ei, nicht klebrig, kleiner als 1 mm

Die Kleidermotte bevorzugt Wohn- und Lagerräume. Das Weibchen legt 100 bis 250 weiße Eier. Diese werden einzeln auf Seiden-, Wollstoffen, Federn, Pelzen und Polstermöbeln abgelegt. Aus den Eiern schlüpfen nach etwa zwei Wochen gelb-weiße Raupen (Larve der Schmetterlinge). Die Entwicklung bis zum Schmetterling dauert je nach Umweltbedingungen 60 Tage bis mehrere Monate. Unter optimalen Bedingungen sind vier Generationen pro Jahr möglich.
Die Larven der Kleidermotte benötigen das in Tierhaaren (Wolle, Pelze, Felle) enthaltene Protein Keratin. Rein pflanzliche und synthetische Gewebe werden von den Raupen gefressen, jedoch nicht verdaut; insbesondere gemischte Kleidung mit Wollanteil ist daher gefährdet. Sie verwenden daher auch Leinen und möglicherweise etwas Baumwolle zum Bau ihres Kokons. Papier und Holz werden von der Kleidermotte nicht befallen. Bei lange gelagerter Kleidung kann eine Massenvermehrung erfolgen.
Mit der Kleidermotte nicht verwechselt werden sollte die Mehlmotte, die eine andere Nahrungsgrundlage hat.

## Schadwirkung

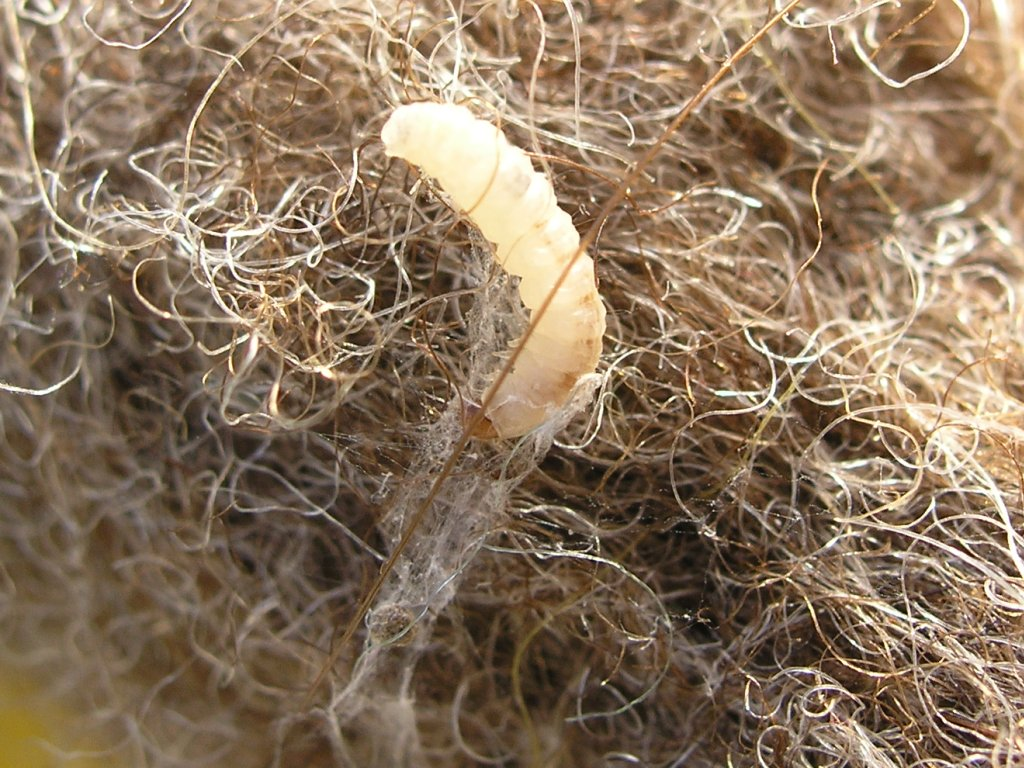
Larve der Kleidermotte und ihre typische, lockere Gespinströhre

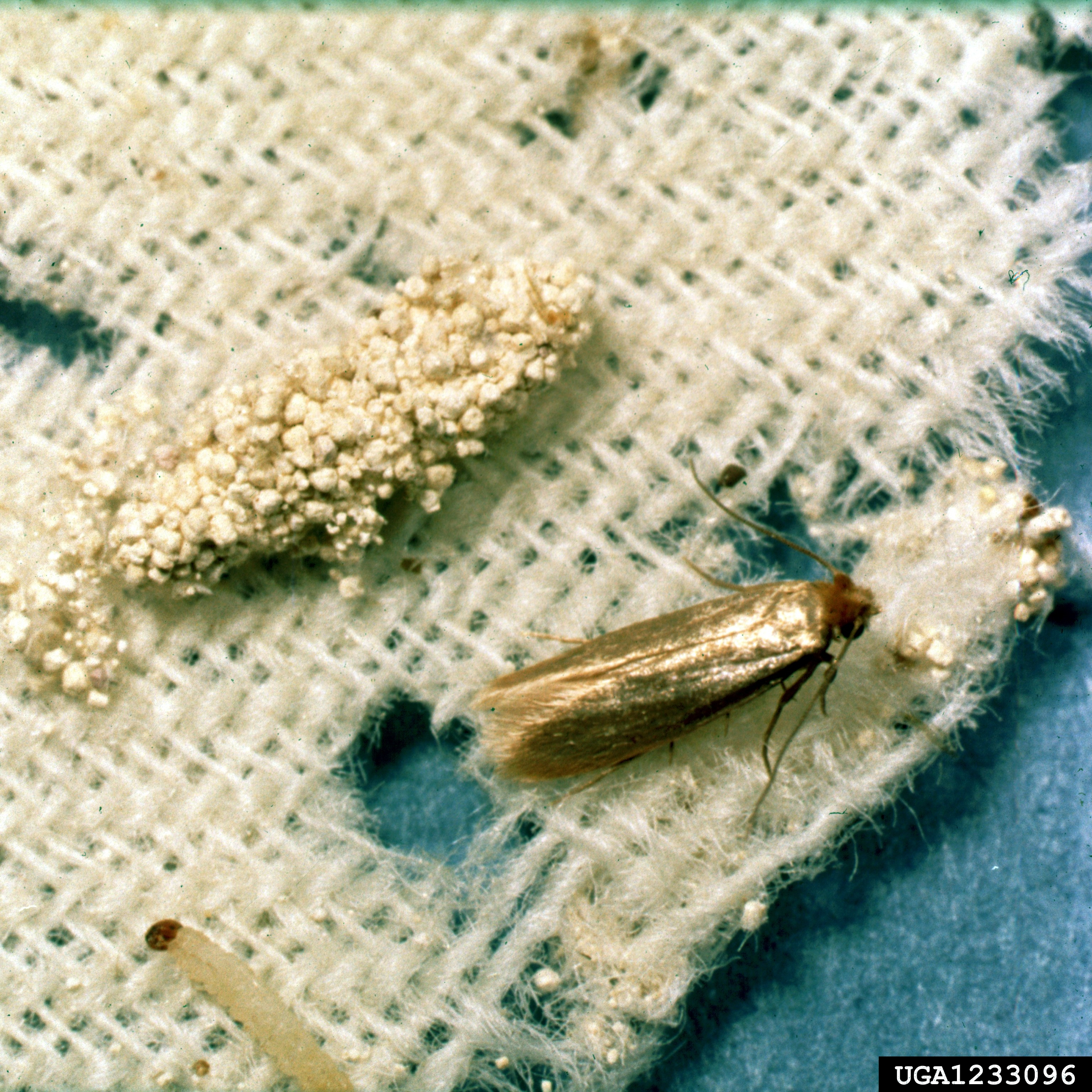
Larve (links unten), mit Kotkügelchen bedeckte Puppe (links oben) und Imago (rechts) der Kleidermotte mit beschädigtem Textil

Ausschließlich die Raupe der Kleidermotte verursacht den Schaden an Wollstoffen, Wolle enthaltenden Mischgeweben, Pelzen und anderen Wolle enthaltenden Produkten, z. B. Dämmstoffen. Die Imago frisst nicht. Durch den Fraß der Raupen kommt es zu Löchern und kahlen Stellen an Textilien und Pelzen. Besonders gefährdet sind Kleider, an denen Haare und Hautschuppen haften, da diese eine zusätzliche Nahrungsquelle bilden. Befallen werden neben Kleidung auch Teppiche, insbesondere an Stellen über Bodenritzen und unter Möbeln, wo die Mottenentwicklung nicht durch Tritte gestört wird. Der Bauschaden durch den Befall von wollhaltigen Naturdämmstoffen kann beträchtlich sein.

## Gegenmaßnahmen

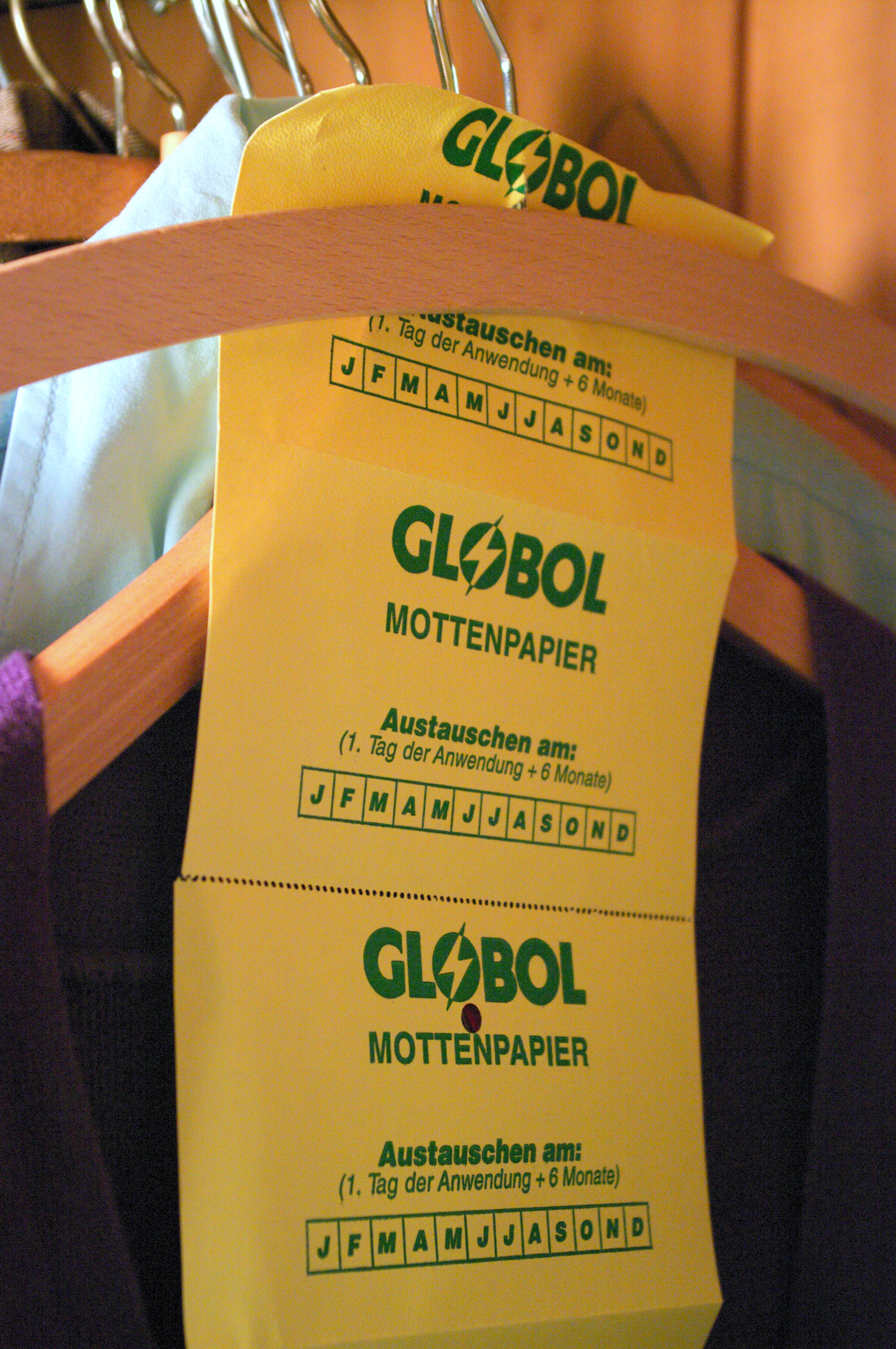
Mottenpapier

Als Gegenmaßnahme empfiehlt sich das regelmäßige Staubsaugen, vor allem auf den Böden und in den Ritzen der Kleiderschränke und -kästen. Allerdings ist dabei darauf zu achten, dass sich das Mottennest auch im Staubsaugerbeutel befinden kann. Des Weiteren sollte man nach der Quelle suchen und Kleidung regelmäßig kontrollieren.
Klassische chemische Abwehr und Bekämpfung wurde früher durch Mottenkugeln realisiert, heute durch Mottenpapier, wobei manche Mottenpapiere, die Motten töten sollen, für Menschen weitgehend ungefährliche Nervengifte enthalten, wie z. B. Transfluthrin. Transfluthrin ist ein Kurzzeitinsektizid mit hochgradig selektiver Wirkung. Es gehört zu den Pyrethroiden. Wie alle Pyrethroide entfaltet Transfluthrin seine Giftwirkung gegen Insekten aufgrund deren offenliegendem Nervensystem und ist für Warmblüter daher weitgehend ungiftig. Laut Sicherheitsdatenblatt stellt das Einatmen praktisch kein Gefahrenpotenzial dar, der Stoff reizt jedoch Augen und Haut. Die Halbwertszeit in Boden und Umwelt beträgt nur wenige Tage.
Natürliche Mottenabwehr wird mit Zedern-, Zirbelkiefer- oder Niembaumholz und deren ätherischen Ölen erreicht. Ebenso kann Lavendel, in kleinen Stoffsäckchen in den Schrank gelegt, Motten abwehren. Die Textilindustrie setzt synthetisch hergestellte Insektizide als Fraßgifte gegen Motten ein; damit werden die Textilien behandelt, um sie mottenecht auszurüsten.
Der Befall lässt sich auch durch vorsichtiges Einlegen in fast kochendes Wasser oder durch die Lagerung der befallenen Textilien im Tiefkühlschrank (für mindestens eine Woche) beseitigen; Waschen bei hohen Temperaturen kann zum Verfilzen der Wolle führen. Bei diesen Prozeduren sollte allerdings – wie bei den anderen Methoden auch – nach einigen Wochen geprüft werden, ob die Textilien wirklich keinen Befall mehr aufweisen. Ansonsten ist die Behandlung zu wiederholen.
Zur biologischen Bekämpfung von Kleidermotten können Schlupfwespen genutzt werden. Die Eier dieser Nützlinge sind weniger als einen Millimeter groß und werden auf den Eiern der Motten abgelegt, wo die Larven dann nach kurzer Zeit schlüpfen und diese auffressen. Es gibt zur biologischen Mottenbekämpfung Papierkärtchen mit Kolonien der Schlupfwespenart Trichogramma evanescens. Trichogramma-Schlupfwespen sind Eiparasiten; d. h. sie suchen die abgelegten Eier der Motten, legen ihre eigenen Eier darin ab, und anstelle einer Mottenlarve schlüpft eine nützliche Schlupfwespe. Dieser Kreislauf wiederholt sich, solange Motteneier vorhanden sind. Finden die Schlupfwespen keine Motteneier mehr, so sterben sie. Die Nützlinge sind nur etwa 0,3 bis 0,4 mm groß und mit bloßem Auge kaum zu erkennen.
Um den Entwicklungszyklus der Motten wirksam zu unterbrechen, sind fünf Freilassungen der Schlupfwespen im Abstand von jeweils drei Wochen notwendig. Bei jeder Freilassung wird ein Kärtchen, jeweils bestückt mit zirka 3000 Schlupfwespen-Eiern pro Regalfach in der Nähe der Textilien verteilt. Diese schlüpfen zeitversetzt in einen Zeitraum von einer bis drei Wochen und begeben sich umgehend auf die Suche nach Motteneiern.
Im Handel sind Lockstofffallen erhältlich, welche bis zu drei Monate wirksam sind. Sie locken die umherfliegenden Männchen mittels Pheromonen an. Sie eignen sich zum Nachweis eines Mottenbefalls und verringern die Population; zur Bekämpfung einer ganzen Population sind sie hingegen nicht ausgelegt. Außerdem ist zu beachten, dass die Pheromone auch Motten aus der Nachbarschaft anlocken, u. a. durch geöffnete Fenster.

## Kleidermotten in der Geschichte
Motten (sasū) werden bereits in altassyrischen Keilschrifttexten erwähnt. So musste der Kaufmann Aššur-taklāku, nachdem er aus dem Gefängnis entlassen worden war, feststellen, dass die Motten in seinem Haus 200 Gewänder verzehrt (akālum) hatten. Er schätzte den Schaden auf fünf Minen Silber. Den Kültepe-Texten zufolge befallen Motten länger verpackte oder gelagerte Kleidung. Als einziges Gegenmittel wird gründliches Lüften erwähnt. Teilweise zerstörte Kleidungsstücke wurden gereinigt, zerschnitten und Dienern übergeben. Aus dem mittelassyrischen Aššur sind drei Briefe (KAV 99, 109, KAV 195 + KAV 203) des Bābu-aḫa-iddina, Sohn des Ibašši-ilī bekannt. Sie wurden 1908 westlich des Nabu-Tempels gefunden. Bābu-aha-iddina, ein hoher Hofbeamter, weist seinen Haushofmeister (sa muhhi biti), Aššur-zuquppanni an, Kleidungsstücke aus dem königlichen Besitz, die in versiegelten Truhen gelagert sind, zu lüften. Der Verwalter Kidin-Gula, Aššur-zuquppannia sowie zwei Hilfskräfte, Maʾānaju und Aššur-bēla-šalim, werden angewiesen, beschädigte Kleidungsstücke an Handwerker zu übergeben, damit diese sie flicken. Die Briefe stammen aus dem Eponymat von Ittabšiden-Aššur und Šunuqardu.
Motten finden auch in Omina Erwähnung. Theophrast kennt den medischen Apfel (Zitrone) zur Abwehr von Motten. Das Neue Testament (Mt 6,19–20 ; Lk 12,33 ) empfiehlt dagegen, sich Schätze anzulegen, die im Himmel gesammelt werden können und somit nicht von Motten und Rost gefressen werden.
Der Chemiker Ernst Meckbach und der Entomologe Erich Titschack forschten ab 1919 intensiv über die Kleidermotte und entwickelten bei der Farbenfabrik, vormals Friedrich Bayer & Co., in Leverkusen das erste Mottenschutzmittel für Wolle, das Eulan.